# Kutasy Mercédesz
Kutasy Mercédesz (Budapest, 1978 –) műfordító, művészettörténész, az Eötvös Loránd Tudományegyetem Bölcsészettudományi Kar Romanisztikai Intézet Spanyol Nyelvi és Irodalmi Tanszékének oktatója.

## Élete
Kutasy Mercédesz a Károlyi Mihály Magyar–Spanyol Tannyelvű Gimnáziumban érettségizett, majd egy évig Spanyolországban tanult művészettörténetet. Az ELTE BTK-n spanyol és művészettörténet szakos diplomát, majd az ELTE Irodalomtudományi Doktori Iskolájában doktori fokozatot szerzett. Két évig volt gimnáziumi tanár, 2005-től oktat az ELTE Spanyol Tanszékén. 2020-ban habilitált.
Scholz László fordítószemináriumán tanult, egyetemista évei óta fordít. Rövid szövegei kezdetben a Nagyvilágban és antológiákban jelentek meg.
Kutatási területe az irodalom – elsősorban a 20. századi és kortárs latin-amerikai irodalom – és a képzőművészet kapcsolata, 2019-ben a témában megjelent kötetéért (Párduc márványlapon. Barangolások a latin-amerikai irodalom és művészet határterületein) Erdődy Edit-díjjal tüntették ki.

## Önálló kötetei
- Interrogando imágenes. Murcia, EditUm Signos, 2016[6][7][8]
- Párduc márványlapon. Barangolások a latin-amerikai irodalom és művészet határterületein Budapest: Jelenkor, 2019[9][10][11][12][13][14][15]

## Fordításai
Fordított kötetek (válogatás)
- Guillermo Cabrera Infante: Trükkös tigristrió (2020, ISBN 9789636767600)[16]
- Roberto Bolaño: Szülőföld (2019, ISBN 9789636766559)
- Roberto Bolaño: A science fiction szelleme (2017, ISBN 9789636766542)
- Roberto Bolaño: 2666 (2016, ISBN 9789636766535)[17][18][19]
- Félix J. Palma: Az ég térképe (2016, ISBN 9789634055433)
- Sabina Berman: Én, én, én (2012,  ISBN 9789630794510)
- Guillermo Martínez: Luciana B. lassú halála (2011, ISBN 9789630791403)
- Guillermo Martínez: Borges és a matematika (2010, ISBN 9789630788847)
- Javier Marías: Amikor halandó voltam (2008, ISBN 9789630784764)
- Guillermo Martínez: Oxfordi sorozat (2007, ISBN 9789630783934)

## Díjai
- Bolyai János Kutatási Ösztöndíj (2020-)
- Az MTA Irodalomtudományi Intézetének Erdődy Edit-díja (2020)[20]
- Babits Mihály műfordítói ösztöndíj (2008, 2015, 2019)
- Kállai Ernő művészettörténészi és műkritikusi ösztöndíj (2016–2018)
- Baumgarten-jutalom (2023)